# Puy de Bort
Pour les articles homonymes, voir Bort.
Le puy de Bort est un sommet du Massif central, situé dans le département français de la Corrèze. Partagé entre les communes de Sarroux-Saint-Julien et de Bort-les-Orgues, son point culminant, La Pyramide, atteint 859 m d'altitude, sur la première commune citée.
Il s'agit d'un sommet volcanique de phonolite.
Sur sa face orientale, il supporte le site des orgues volcaniques de Bort.
Dominant de 250 m le plateau corrézien à l'ouest, et de plus de 400 m la ville de Bort, établie sur les rives de la Dordogne à l'est, il se rattache davantage, par sa géologie et sa géomorphologie, à l'ensemble volcanique auvergnat qu'à la montagne limousine. Plusieurs points de vue panoramiques peuvent y être appréciés : le site de la Pyramide (vers le nord-ouest), le col du puy de Bort (vers le sud) et le site des Orgues (vers l'est).